# Олевский, Лев Борисович
Лев Борисович Олевский (15 мая 1913, Киев — 1991, там же) — украинский советский актёр и композитор, переводчик, педагог.

## Биография
Учился в Киевской консерватории. 
Участник Великой Отечественной войны. Награждён орденом Отечественной войны II степени.
В 1951 году окончил  Киевский педагогический институт.
Преподавал испанский язык на факультете романо-германской филологии Киевского государственного университета имени Т. Г. Шевченко.
Снимался в кино с 1952 года. Актёр киностудии имени Довженко.

## Фильмография
| Год  |     | Название                | Роль                                                               |
| ---- | --- | ----------------------- | ------------------------------------------------------------------ |
| 1952 | ф   | Максимка                | нищий с гитарой                                                    |
| 1954 | ф   | «Богатырь» идёт в Марто | капитан яхты                                                       |
| 1955 | ф   | Тень у пирса            | полковник Рейсли / Рвалов                                          |
| 1957 | ф   | Правда                  | эпизод                                                             |
| 1958 | ф   | Голубая стрела          | корреспондент                                                      |
| 1959 | ф   | Иванна                  | француз Эмиль Леже, музыкант, автор текста и музыки песни о Париже |
| 1959 | ф   | Олекса Довбуш           | пан                                                                |
| 1960 | ф   | Роман и Франческа       | Джакомо                                                            |
| 1968 | ф   | Это мгновение           | фашистский офицер                                                  |
| 1980 | мтф | Овод                    | эпизод                                                             |